# Wierzchoń
Wierzchoń – jezioro w woj. kujawsko-pomorskim, w powiecie włocławskim, w gminie Włocławek, leżące na terenie Kotliny Płockiej.

## Dane morfometryczne
Powierzchnia zwierciadła wody wynosi 15,3 ha.
Zwierciadło wody położone jest na wysokości 64,4 m n.p.m.. Średnia głębokość jeziora wynosi 0,9 m, natomiast głębokość maksymalna 1,7 m.
Na podstawie badań przeprowadzonych w 2001 roku wody jeziora zaliczono do II klasy czystości i III kategorii podatności na degradację.
W roku 1994 wody jeziora zaliczono do II klasy czystości.

## Hydronimia
Według urzędowego spisu opracowanego przez Komisję Nazw Miejscowości i Obiektów Fizjograficznych (KNMiOF) nazwa tego jeziora to Wierzchoń. W różnych publikacjach i na mapach topograficznych jezioro to występuje pod nazwą Jezioro Jazy.